# 七つの宝石
『七つの宝石』（ななつのほうせき）は1950年8月26日に日本で公開された映画。松竹製作。

## スタッフ
- 製作：中野泰介
- 監督：佐々木啓祐
- 脚本：沢村勉
- 原作：モーリス・ルブラン
- 翻案：保篠竜緒
- 撮影：鶴見正二
- 音楽：古賀政男

## キャスト
- 佐田啓二
- 日高澄子
- 月丘夢路
- 高田稔

## その他
- 本作が公開された1950年8月26日は黒澤明監督作品『羅生門』が公開された日でもある。